# Rivière Kuuguluk (Rivière aux Feuilles)
Pour les articles homonymes, voir Kuuguluk.
La rivière Kuuguluk est un affluent de la rive sud de la rivière aux Feuilles dont les eaux coulent vers l'est et se jettent dans le lac aux Feuilles, lequel se connecte par un détroit au littoral ouest de la baie d'Ungava. La rivière Kuuguluk coule dans le territoire non organisé de Rivière-Koksoak, dans la région du Nunavik, dans la région administrative du Nord-du-Québec, au Québec, au Canada.

## Géographie
Les bassins versants voisins de la rivière Kuuguluk sont :
- côté nord : rivière aux Feuilles ;
- côté est : rivière Dufreboy ;
- côté sud : lac Carlier ;
- côté ouest : ruisseau Ptarmigan, rivière Kuugaapik.

Un lac sans nom (longueur : 4,0 km ; altitude : 272 m) constitue la tête de la rivière Kuuguluk. Ce lac de tête est situé à 7,4 km au nord-ouest du lac Carlier (longueur : 6,2 km ; altitude : 300 m).
La rivière Kuuguluk coule presque en ligne droite vers le nord-ouest en recueillant plusieurs ruisseaux, jusqu'à son embouchure où elle se déverse dans une courbe de rivière, sur la rive sud de la rivière aux Feuilles.
L'embouchure de la rivière Kuuguluk est situé à 8,3 km à l'ouest de la rivière Dufreboy, à 0,9 km à l'est du ruisseau Ptarmigan et à 24,1 km à l'est de la rivière Kuugaapik.

## Toponymie
Le toponyme rivière Kuuguluk a été officialisé le 10 février 1971 à la Commission de toponymie du Québec.